# WISE 0335+4310
WISE 0335+4310 (= WISE J033515.01+431045.1) is een bruine dwerg met een spectraalklasse van T9 in het sterrenbeeld Perseus. De ster met schijnbare magnitude 20,1 (in J) is ontdekt door Wide-field Infrared Survey Explorer en bevindt zich 38,5 lichtjaar van de zon.